# Zuniga laeta
Zuniga laeta är en spindelart som först beskrevs av Peckham, Peckham 1892.  Zuniga laeta ingår i släktet Zuniga och familjen hoppspindlar. Inga underarter finns listade i Catalogue of Life.